# De Liesbosch (buitenplaats)
Buitenplaats De Liesbosch  in de wijk Hoograven van de Nederlandse stad Utrecht was aan de  oostoever van de Vaartsche Rijn gelegen en dateert uit de 17e eeuw.
Van 1645 tot 1954 behoorde het gebied toe aan de gemeente Jutphaas. Hierna kwam Hoograven aan Utrecht, Laagraven bleef bij Jutphaas en werd in 1971 deel van Nieuwegein als Laagraven-Liesbosch.
De naam 'De Liesbosch' heeft zijn oorsprong in het feit dat de grond ter plaatse erg drassig was, het gebied werd aangeduid als de plek 'waar lies en bies' groeiden. 
Op de buitenplaats, die 3,5 hectare groot was, bouwde Adriaan van Oort in 1658 een landhuis. Hij was ook de eigenaar van de nabij gelegen buitenplaats Rotsoord. Vanaf 1757 was op De Liesbosch ook een steenbakkerij gevestigd; deze zou in de loop der tijd steeds verder uitgebreid worden. 
In 1904 stichtten de gebroeders Fernhout op het zuidelijk gedeelte van de buitenplaats een scheepswerf die ook De Liesbosch (scheepswerf) werd genoemd. In 1934 nam Ballast Nedam de werf over en vestigde later op het terrein ook een grote fabriek voor spanbeton. Tijdens baggerwerkzaamheden in de haven werd rond 1947 het Zwaard van Jutphaas gevonden, een op een zwaard gelijkend bronzen prestigeobject uit de bronstijd met een datering van circa 1800 - 1500 v. Chr.
In 1927 werd openluchtzwembad De Liesbosch op het terrein van de buitenplaats geopend. Deze heeft tot 1990 bestaan.

## Bedrijventerrein
Na het jaar 2000 werd dit alles gesaneerd en ontstond een nieuw bedrijventerrein en een kantorenpark genaamd 'De Liesbosch' bereikbaar via de nieuwe Liesbosch hefbrug over het Merwedekanaal.
De in de 20e eeuw nog grootscheeps gemoderniseerde steenfabriek 'De Liesbosch' werd in 1939 gesloten waarna het buitenhuis in 1948 is gesloopt. Enkel een restant van de steenovens bleef bewaard. Van het huis is de gevelsteen met het jaartal 1659 bewaard gebleven in het Centraal Museum te Utrecht. Hoewel weinig meer herinnert aan de buitenplaats is hier nu het Liesbospark gelegen.